# Ciak d'oro 1990
5ª edizione dei Ciak d'oro tenutasi nel 1990. Le pellicole cinematografiche che ottengono il maggior numero di premi sono Mery per sempre di Marco Risi, Le avventure del barone di Munchausen di Terry Gilliam e Palombella rossa di Nanni Moretti con due riconoscimenti.

## Vincitori e candidati
I vincitori sono indicati in grassetto, a seguire gli altri candidati.

### Miglior film
- Mery per sempre di Marco Risi

### Miglior regista
- Nanni Moretti - Palombella rossa

### Migliore attore protagonista
- Michele Placido - Mery per sempre

### Migliore attrice protagonista
- Elena Sofia Ricci - Ne parliamo lunedì

### Migliore attore non protagonista
- Sergio Castellitto - Tre colonne in cronaca
  - Alessandro Haber - Willy Signori e vengo da lontano
  - Claudio Amendola - Mery per sempre
  - Felice Andreasi - Storia di ragazzi e di ragazze
  - Silvio Orlando - Palombella rossa

### Migliore attrice non protagonista
- Amanda Sandrelli - Amori in corso
  - Anna Bonaiuto - Storia di ragazzi e di ragazze
  - Elena Sofia Ricci - Burro
  - Mariella Valentini - Palombella rossa
  - Nancy Brilli - Piccoli equivoci

### Migliore opera prim
- Ricky Tognazzi - Piccoli equivoci

### Migliore sceneggiatura
- Pupi Avati - Storia di ragazzi e di ragazze
  - Giuseppe Bertolucci, Domenico Rafele, Lidia Ravera - Amori in corso
  - Sandro Petraglia, Stefano Rulli - Mery per sempre
  - Nanni Moretti - Palombella rossa
  - Claudio Bigagli, Simona Izzo, Ruggero Maccari - Piccoli equivoci

### Migliore fotografia
- Tonino Delli Colli - La voce della Luna
  - Fabio Cianchetti - Amori in corso
  - Pasqualino De Santis - Dimenticare Palermo
  - Giuseppe Lanci - Palombella rossa
  - Pasquale Rachini - Storia di ragazzi e di ragazze

### Migliore sonoro
- Franco Borni - Palombella rossa
  - Alessandro Zanon - Corsa di primavera
  - Tommaso Quattrini - Mery per sempre
  - Remo Ugolinelli - Piccoli equivoci
  - Raffaele De Luca - Storia di ragazzi e di ragazze

### Migliore scenografia
- Dante Ferretti, Francesca Lo Schiavo - Le avventure del barone di Munchausen
  - Ermita Frigato - Amori in corso
  - Andrea Crisanti - Dimenticare Palermo
  - Giancarlo Basili - Palombella rossa
  - Daria Ganassini, Giovanna Zighetti - Storia di ragazzi e di ragazze

### Migliore montaggio
- Claudio Di Mauro - Scugnizzi
  - Roberto Missiroli - Corsa di primavera
  - Claudio Di Mauro - Mery per sempre
  - Mirco Garrone - Palombella rossa
  - Anna Rosa Napoli - Stesso sangue

### Migliore costumi
- Gabriella Pescucci - Le avventure del barone di Munchausen
  - Marcella Niccolini - Il bacio di Giuda
  - Maurizio Millenotti - La voce della luna
  - Milena Canonero, Alberto Verso - Mio caro dottor Gräsler
  - Graziella Virgili - Storia di ragazzi e di ragazze

### Migliore colonna sonora
- Claudio Mattone - Scugnizzi
  - Roberto Ciotti - Marrakech Express
  - Nicola Piovani - Palombella rossa
  - Riz Ortolani - Storia di ragazzi e di ragazze
  - Giovanni Nuti - Willy Signori e vengo da lontano

### Miglior manifesto
- Che ora è

### Migliore film straniero
- L'attimo fuggente di Peter Weir